# Gene Tierney
Gene Eliza Tierney (Brooklyn, 19 novembre 1920 – Houston, 6 novembre 1991) è stata un'attrice statunitense.

## Biografia
Nata da una famiglia benestante, figlia di Howard Sherwood Tierney e Belle Lavinia Taylor, venne chiamata Gene in onore di suo zio, morto in giovane età. Aveva un fratello più grande, Howard Sherwood “Butch” Tierney, Jr., e una sorella più piccola, Patricia “Pat” Tierney. Il padre era un broker di successo di origine irlandese e la madre era insegnante di educazione fisica. Frequentò diverse scuole negli Stati Uniti e visse due anni in Svizzera, dove frequentò una prestigiosa scuola di Losanna. Dopo una visita agli studi della Warner Bros., il regista Anatole Litvak notò la sua bellezza e le chiese di diventare attrice, offrendole un sostanzioso contratto.

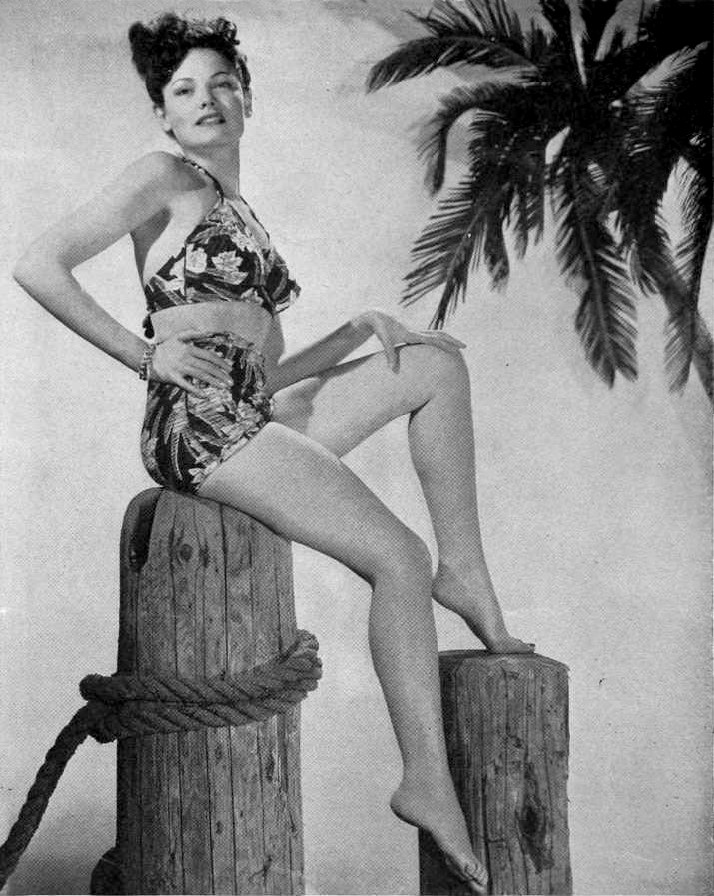
Immagine da pin-up apparsa il 10 aprile 1945 su Brief, rivista dell'aeronautica statunitense nel Pacifico

Approdò a Broadway nel 1938 grazie all'aiuto del padre, che per lei fondò una società sponsorizzatrice. All'anno successivo risale la sua prima apparizione cinematografica nel western Il vendicatore di Jess il bandito (1940), e già nel 1941 aveva partecipato a cinque film, tra cui il capolavoro I misteri di Shanghai di Josef von Sternberg. Gene Tierney raggiunse l'apice della sua carriera nel 1943 quale protagonista nella commedia Il cielo può attendere (1943) di Ernst Lubitsch. Il suo ruolo cinematografico più celebre fu però quella della misteriosa Laura in Vertigine (1944), diretto da Otto Preminger. Nel 1946 la Tierney ottenne una candidatura all'Oscar alla miglior attrice per la sua drammatica e intensa interpretazione in Femmina folle. Nel 1947 fu la protagonista di uno dei capolavori di Joseph L. Mankiewicz, Il fantasma e la signora Muir (1947).

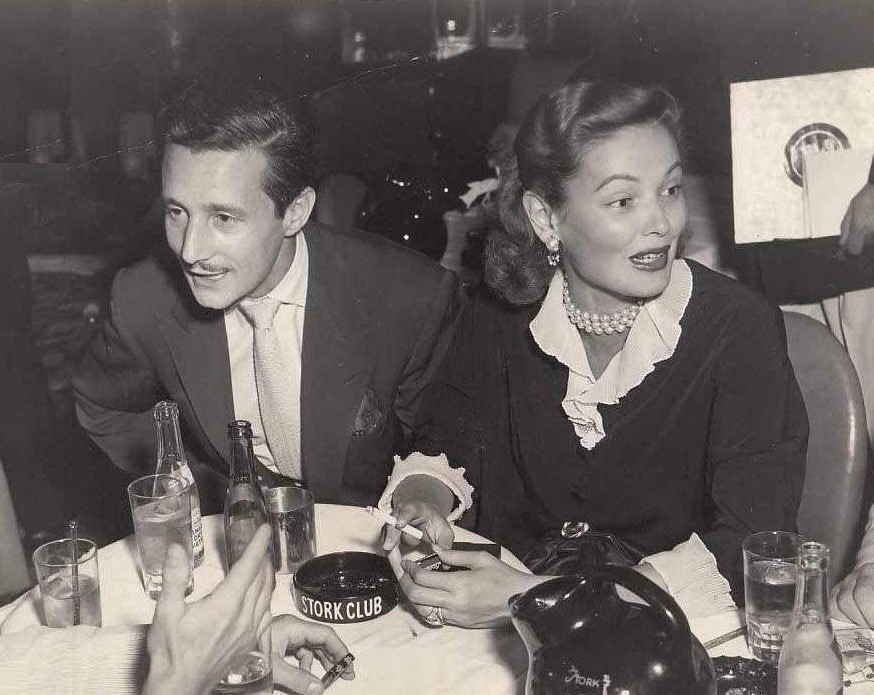
Gene Tierney con il primo marito, Oleg Cassini

Sposatasi una prima volta nel 1941 con lo stilista Oleg Cassini, dal matrimonio nacquero due figlie, Daria nel 1943 e Cristina nel 1948. In conseguenza della rosolia che l'attrice contrasse durante la prima gravidanza, Daria nacque parzialmente sorda, cieca e con un serio ritardo mentale, vicenda che fece cadere la madre in una profonda depressione. La Tierney riprese a recitare, dietro le pressioni esercitate dalla Fox, e a riapparire ai cocktail e alle prime cinematografiche, ma il dramma familiare la costrinse a ricorrere alle cure di uno psicanalista. Successivamente Daria fu affidata a un istituto per ragazzi affetti da disturbi mentali.
Il divorzio da Oleg Cassini, avvenuto nel febbraio 1952, fu un altro trauma per la Tierney, che però poco dopo conobbe il principe Alì Khan, reduce dal divorzio dall'attrice Rita Hayworth. Il primo incontro avvenne in Argentina, dove la Tierney stava girando il film Il grande gaucho. I due si incontrarono nuovamente un anno e mezzo dopo, nell'inverno del 1953. La relazione sentimentale tra l'attrice e Khan fu molto discussa e tormentata, soprattutto perché egli aveva promesso inizialmente di sposarla. In seguito ritrattò quanto aveva dichiarato ai giornalisti, affermando in un'intervista ''Non ho proprio nulla da dire'', e troncando il legame. Non passò molto tempo che il principe intraprese un'altra relazione con la modella Bettina.
Nonostante la disgrazia di Daria e il divorzio da Cassini, la Tierney non era abituata alle sofferenze, e questa nuova umiliazione compromise il suo equilibrio, mentre gli ambienti di Hollywood la additavano come colei che non era riuscita a rimpiazzare Rita Hayworth. Per la Tierney aumentarono le difficoltà a memorizzare i copioni, ad alzarsi alle cinque del mattino per essere sul set alle otto, a sopportare le luci del set e a tollerare i pettegolezzi delle colleghe. Riprese le sedute dallo psicanalista, ma nel marzo 1956 ebbe un crollo e fu ricoverata in una clinica psichiatrica, dove rimase degente per sei mesi.
Nel 1960 si sposò per la seconda volta con il petroliere Howard Lee (primo marito di Hedy Lamarr) e si aggiudicò anche una stella cinematografica nella Walk of Fame; dopo sette anni di lontananza dal set, tornò al cinema nel 1962 con Tempesta su Washington di Otto Preminger. Tuttavia le scritture si erano diradate e l'attrice trovò ancora spazio solo in miniproduzioni televisive. Si ritirò quindi definitivamente dalle scene. Negli ultimi anni di vita si appassionò al bridge, diventando un'esperta giocatrice, e nel 1978, in collaborazione con Mickey Herskowitz, pubblicò un'autobiografia che riscosse un notevole successo dal titolo Self Portrait. Morì il 6 novembre 1991 per un enfisema polmonare e riposa nel Glenwood Cemetery di Houston. Lungo la Hollywood Walk of Fame una stella ricorda l'attrice.

## Filmografia

### Cinema
- Il vendicatore di Jess il bandito (The Return of Frank James), regia di Fritz Lang (1940)
- La baia di Hudson (Hudson's Bay), regia di Irving Pichel (1941)
- La via del tabacco (Tobacco Road), regia di John Ford (1941)
- La ribelle del Sud (Belle Starr), regia di Irving Cummings (1941)
- Inferno nel deserto (Sundown), regia di Henry Hathaway (1941)
- I misteri di Shanghai (The Shanghai Gesture), regia di Josef von Sternberg (1941)
- Il figlio della furia (Son of Fury: The Story of Benjamin Blake), regia di John Cromwell (1942)
- Ragazze che sognano (Rings on Her Fingers), regia di Rouben Mamoulian (1942)
- Sparvieri di fuoco (Thunder Birds), regia di William A. Wellman (1942)
- Ragazza cinese (China Girl), regia di Henry Hathaway (1942)
- Il cielo può attendere (Heaven Can Wait), regia di Ernst Lubitsch (1943)
- Vertigine (Laura), regia di Otto Preminger (1944)
- Una campana per Adano (A Bell for Adano), regia di Henry King (1945)
- Femmina folle (Leave Her to Heaven), regia di John M. Stahl (1945)
- Il castello di Dragonwyck (Dragonwyck), regia di Joseph L. Mankiewicz (1946)
- Il filo del rasoio (The Razor's Edge), regia di Edmund Goulding (1946)
- Il fantasma e la signora Muir (The Ghost and Mrs. Muir), regia di Joseph L. Mankiewicz (1947)
- Il sipario di ferro (The Iron Curtain), regia di William A. Wellman (1948)
- Quel meraviglioso desiderio (That Wonderful Urge), regia di Robert B. Sinclair (1948)
- Il segreto di una donna (Whirlpool), regia di Otto Preminger (1949)
- I trafficanti della notte (Night and the City), regia di Jules Dassin (1950)
- Sui marciapiedi (Where the Sidewalk Ends), regia di Otto Preminger (1950)
- Figlio di ignoti (Close to My Heart), regia di William Keighley (1951)
- La madre dello sposo (The Mating Season), regia di Mitchell Leisen (1951)
- Divertiamoci stanotte (On the Riviera), regia di Walter Lang (1951)
- Il segreto del lago (The Secret of Convict Lake), regia di Michael Gordon (1951)
- Il grande gaucho (Way of a Gaucho), regia di Jacques Tourneur (1952)
- Gli avventurieri di Plymouth (Plymouth Adventure), regia di Clarence Brown (1952)
- Arrivò l'alba (Never Let Me Go), regia di Delmer Daves (1953)
- La voce della calunnia (Personal Affair), regia di Anthony Pelissier (1953)
- Sinuhe l'egiziano (The Egyptian), regia di Michael Curtiz (1954)
- L'amante sconosciuto (Black Widow), regia di Nunnally Johnson (1954)
- La mano sinistra di Dio (The Left Hand of God), regia di Edward Dmytryk (1955)
- Tempesta su Washington (Advise & Consent), regia di Otto Preminger (1962)
- Las cuatro noches de la luna llena, regia di Sobey Martin (1963)
- La porta dei sogni (Toys in the Attic), regia di George Roy Hill (1963)
- Mentre Adamo dorme (The Pleasure Seekers), regia di Jean Negulesco (1964)

### Televisione
- General Electric Theater – serie TV, episodio 9x10 (1960)

### Film e documentari su Gene Tierney
- Le dee dell'amore (The Love Goddesses) documentario di Saul J. Turell - filmati di repertorio (1965)

## Riconoscimenti
- Premio Oscar
  - 1946 – Candidatura alla miglior attrice per Femmina folle
- Hollywood Walk of Fame
  - 1960 – Stella

## Doppiatrici italiane
- Lydia Simoneschi in La ribelle del Sud, I misteri di Shanghai, Ragazze che sognano, Il cielo può attendere, Una campana per Adano, Il filo del rasoio, Quel meraviglioso desiderio, Il segreto di una donna, Sui marciapiedi, La madre dello sposo, Divertiamoci stanotte, Il segreto del lago, Il grande gaucho, Gli avventurieri di Plymouth, Arrivò l'alba, Sinuhe l'egiziano, L'amante sconosciuto, La mano sinistra di Dio
- Rina Morelli in Vertigine, Il castello di Dragonwyck, Il fantasma e la signora Muir, I trafficanti della notte
- Rosetta Calavetta in Inferno nel deserto, Tempesta su Washington, Mentre Adamo dorme
- Dhia Cristiani in Figlio di ignoti, La porta dei sogni
- Miranda Bonansea in Il vendicatore di Jess il bandito
- Wanda Tettoni in La via del tabacco
- Renata Marini in Sparvieri di fuoco
- Pinella Dragani in Ragazza cinese (ridoppiaggio)[3]
- Alba Cardilli in Femmina folle (ridoppiaggio)[4]